# چراسکو
چراسکو (به ایتالیایی: Cherasco) یک کومونه در ایتالیا است که در استان کونیو واقع شده‌است.

## خصوصیات
چراسکو ۸۱٫۲ کیلومترمربع مساحت و ۷٬۶۲۴ نفر جمعیت دارد و ۲۸۸ متر بالاتر از سطح دریا واقع شده‌است.

## خواهرخوانده
شهر موکمول خواهرخواندهٔ چراسکو هست.